# Castroncello
Castroncello è una frazione del comune di Castiglion Fiorentino, in provincia di Arezzo, percorsa dalla strada provinciale SP27.

## Storia
I primi riferimenti storici alla frazione di Castroncello risalgono alla famosa carta della Valdichiana di Leonardo Da Vinci, dei primi del Cinquecento.

### Stime di crescita della popolazione
Verso la fine del '500, si suppone che circa un centinaio di persone abitassero la zona dell'attuale Castroncello.

A seguito delle opere di bonifica e l'appoderamento delle terre bonificate della Valdichiana, la popolazione crebbe velocemente: nel 1745 gli abitanti di Castroncello erano già diventati 343 fino ad arrivare a 764 nel 1833 e 1 189 persone nel 1907.

A metà novecento la popolazione ammontava a ben 1 400 anime, ma, come quasi tutto il resto della Valdichiana, anche Castroncello subì un sensibile calo demografico nell'immediato dopoguerra. Nel 1970 gli abitanti erano appena 545, mentre secondo il censimento del 1981 essi ammontavano ad appena 480. Solo con gli anni novanta la popolazione ha subito, dopo quasi mezzo secolo, un incremento demografico, giungendo alle circa 500 persone attuali.

### Sviluppo della parrocchia
La prima cappella venne costruita nel 1514, dipendente dalla Collegiata di Castiglion Fiorentino.

Nel 1648, a seguito dell'impennata demografica della zona, le autorità civili e religiose decisero di smembrare il territorio di Castroncello da quello della Collegiata ed erigerlo a Parrocchia (cura) a sé stante; per quell'occasione la cappella cinquecentesca venne riadattata ed ampliata. La nobile famiglia castiglionese dei Dragomanni, avendo notevolmente concorso alla costruzione della chiesa, fu ricompensata con l'onorifico privilegio del diritto di patronato. Tale chiesa venne officiata per oltre 130 anni.

Nel 1680 la cosiddetta Religione di Santo Stefano divenne proprietaria di vasti beni in Valdichiana, ed in seguito ebbe il patronato anche sulla parrocchia di Castroncello: patronato che spettava al Granduca in persona, giacché Gran Maestro dei Cavalieri di Santo Stefano.

Nel 1758 la chiesa fu restaurata proprio a cura della Religione di Santo Stefano, che concorse ai lavori per un terzo. Il Capitolo di Castiglion Fiorentino ed i canonici, per quanto loro spettava insieme al Granduca, partecipavano al diritto di patronato e concorrevano a nominare il curato di Castroncello.

Nel 1781, a circa quattrocento metri dalla precedente chiesa ormai del tutto insufficiente, se ne edificò una nuova, più ampia. Su questo nuovo edificio la Religione di Santo Stefano appose il proprio stemma con la data MDCCLXXXI.

Nello stesso anno si decise di ricostruire ancora una volta la chiesa in forma più ampia. Questa volta furono gli stessi parrocchiani di Castroncello a pagare di tasca propria: il 22 maggio 1881 il Vescovo di Arezzo, Monsignor Giuseppe Giusti, consacrò la nuova chiesa dedicata a San Marco e a San Francesco.

Trattasi della chiesa attuale: un edificio ampio, luminoso e arioso, atto alla predicazione (e ad una sola navata), dalle sobrie linee neoclassiche, molto simile alla Collegiata di Castiglion Fiorentino. Per non dimenticare i grandi meriti della soppressa Religione di Santo Stefano, se ne volle conservare lo stemma inserendolo nella nuova facciata.

## Immagini varie

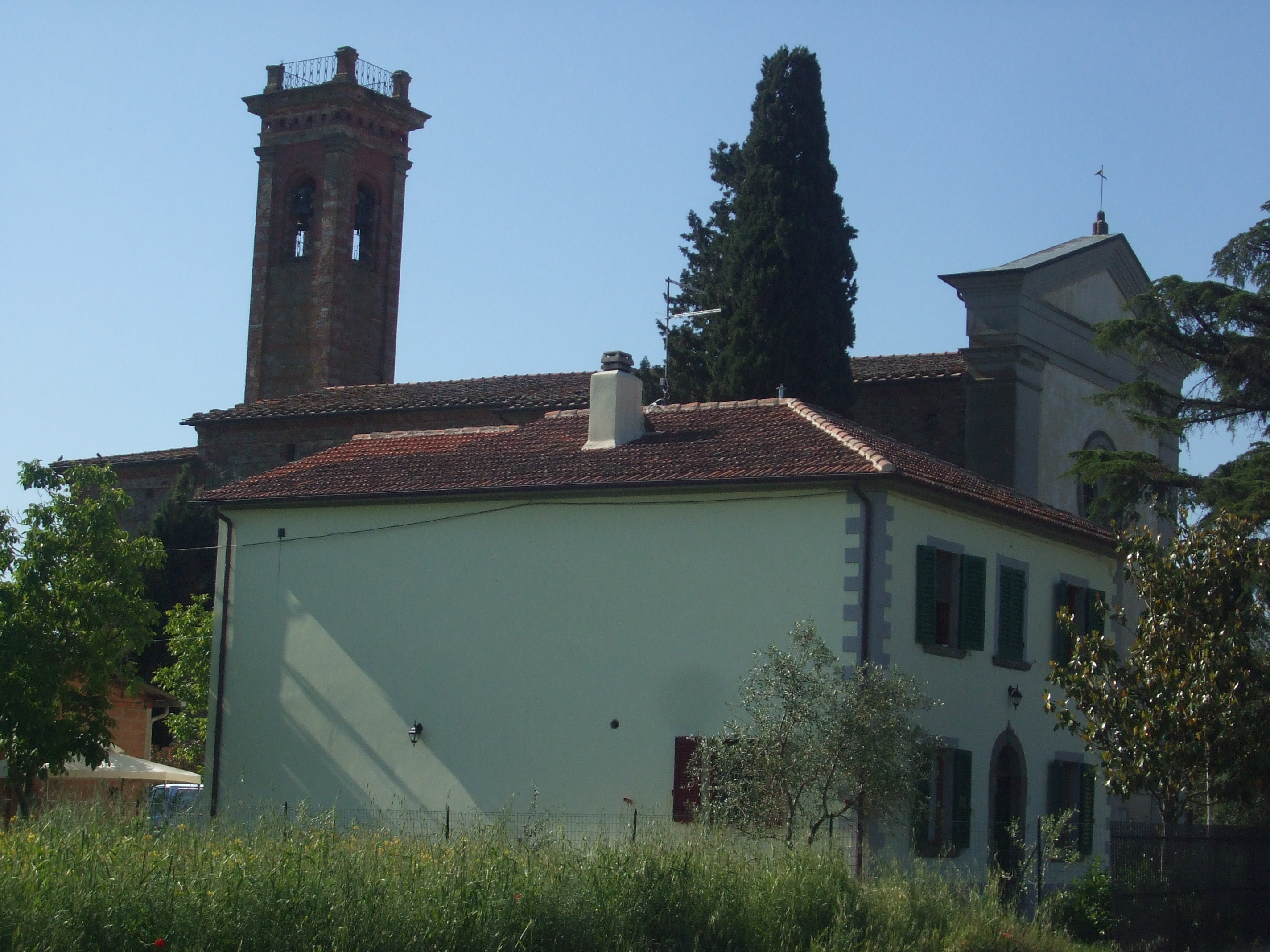
La chiesa di Castroncello
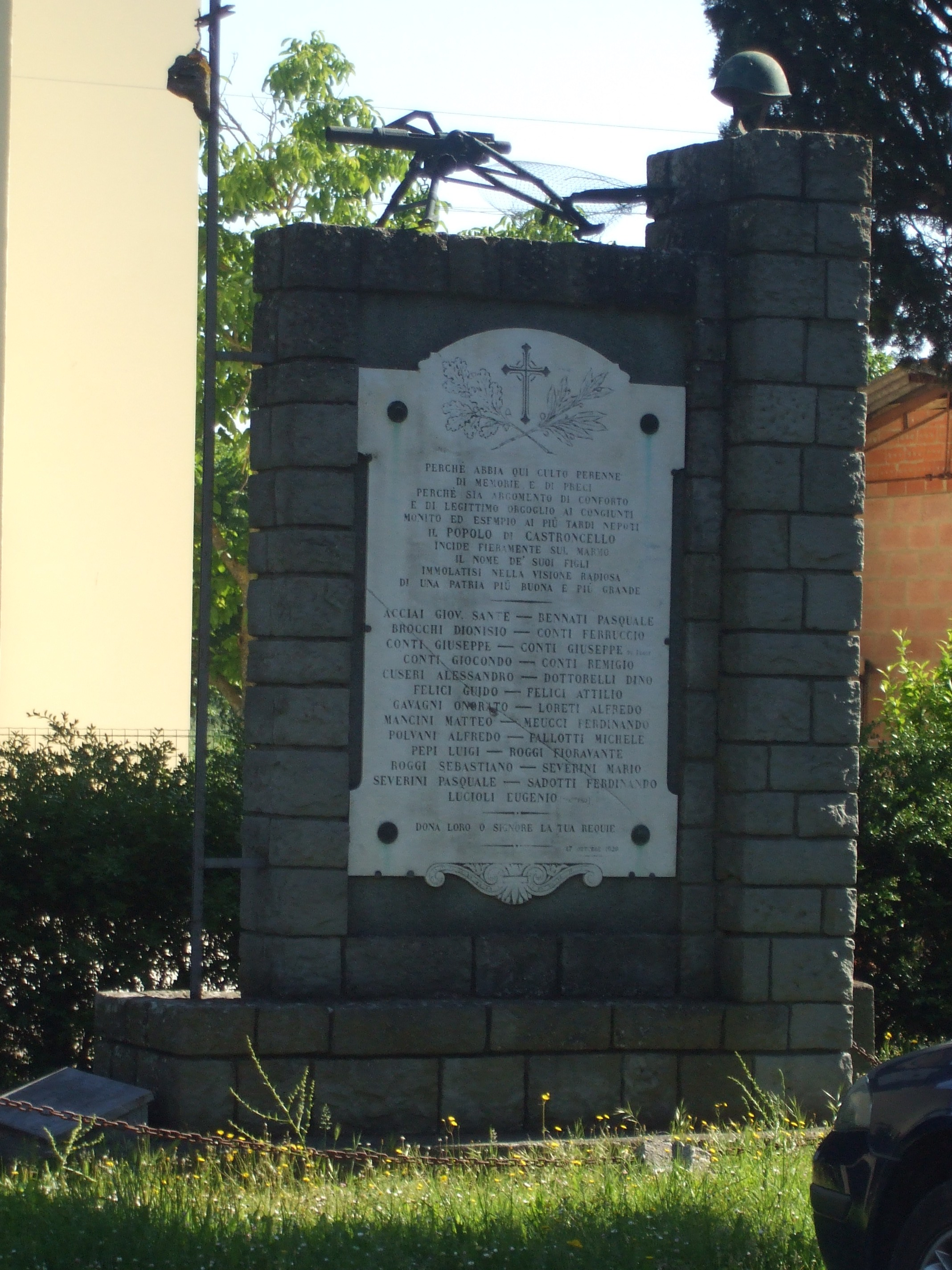
Il monumento ai caduti
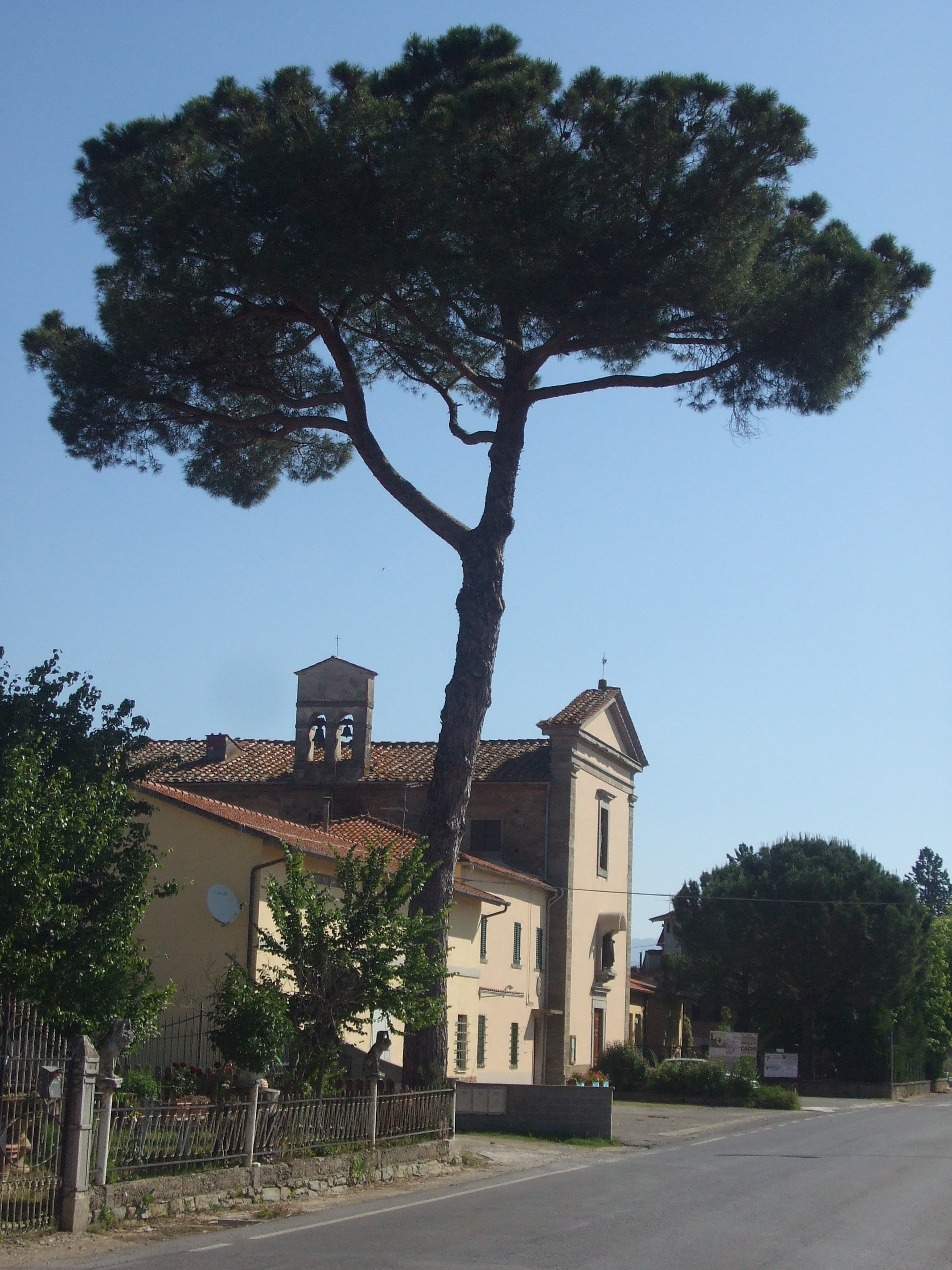
La chiesa della Nave